# دوایت فرای
دوایت فرای (انگلیسی: Dwight Frye؛ ۲۲ فوریهٔ ۱۸۹۹ – ۷ نوامبر ۱۹۴۳) یک هنرپیشه اهل ایالات متحده آمریکا بود.
از فیلم‌ها یا برنامه‌های تلویزیونی که وی در آن نقش داشته است می‌توان به راه بازگشت، دراکولا، فرانکنشتاین، عروس فرانکنشتاین و مرد نامرئی اشاره کرد.